# Home Nations Championship 1890
Home Nations Championship 1890 – ósma edycja Home Nations Championship, mistrzostw Wysp Brytyjskich w rugby union, rozegrana pomiędzy 1 lutego a 15 marca 1890 roku. Do turnieju po dwuletniej przerwie powrócili Anglicy, którzy pierwszym miejscem podzielili się ze Szkotami.
Od tego sezonu wprowadzono system punktowy za poszczególne zagrania. Zgodnie z ówczesnymi zasadami punktowania, zwycięzcą meczu była drużyna z większą liczbą punktów. Przyłożenie było warte jeden punkt, podwyższenie i karny dwa, natomiast dropgol trzy punkty.

## Mecze
| 1 lutego 1890 | Walia       | 1:5 | Szkocja                                                   | National Stadium, Cardiff Widzów: 10 000 Sędzia: E. McAllister |
| 1 lutego 1890 | Gould 1 (P) | 1:5 | Anderson 1 (P) Boswell 1 (P) Maclagan 1 (P) McEwan 2 (pd) | National Stadium, Cardiff Widzów: 10 000 Sędzia: E. McAllister |

| 15 lutego 1890 | Anglia        | 0:1 | Walia | Crown Flatt, Dewsbury Widzów: 5000 Sędzia: R.D. Raine |
| 15 lutego 1890 | Stadden 1 (P) | 0:1 |       | Crown Flatt, Dewsbury Widzów: 5000 Sędzia: R.D. Raine |

| 22 lutego 1890 | Szkocja                  | 4:0 | Irlandia | Raeburn Place, Edynburg Sędzia: H.L. Ashmore |
| 22 lutego 1890 | Orr 1 (P) Boswell 3 (dg) | 4:0 |          | Raeburn Place, Edynburg Sędzia: H.L. Ashmore |

| 1 marca 1890 | Szkocja                                  | 0:4(0:2) | Anglia | Raeburn Place, Edynburg Widzów: 8000 Sędzia: Joseph Chambers |
| 1 marca 1890 | Dyson 1 (P) Evershed 1 (P) Jowett 2 (pd) | 0:4(0:2) |        | Raeburn Place, Edynburg Widzów: 8000 Sędzia: Joseph Chambers |

| 1 marca 1890 | Irlandia                  | 3:3(3:0) | Walia                        | Lansdowne Road, Dublin Widzów: 7000 Sędzia: F.W. Burnand |
| 1 marca 1890 | Dunlop 1 (P) Roche 2 (pd) | 3:3(3:0) | Thomas 1 (P) Bancroft 2 (pd) | Lansdowne Road, Dublin Widzów: 7000 Sędzia: F.W. Burnand |

| 15 marca 1890 | Anglia                                     | 3:0(2:0) | Irlandia | Rectory Field, Blackheath Sędzia: Bunny Wauchope |
| 15 marca 1890 | Morrison 1 (P) Rogers 1 (P) Stoddart 1 (P) | 3:0(2:0) |          | Rectory Field, Blackheath Sędzia: Bunny Wauchope |

## Inne nagrody
- Calcutta Cup –  Anglia (po zwycięstwie nad Szkocją)
- Drewniana łyżka –  Irlandia (za zajęcie ostatniego miejsca w turnieju)